# Ornebius flavipalpis
Ornebius flavipalpis är en insektsart som först beskrevs av Kirby, W.F. 1900.  Ornebius flavipalpis ingår i släktet Ornebius och familjen Mogoplistidae. Inga underarter finns listade i Catalogue of Life.